# Salzbunge
Die Salz-Bunge (Samolus valerandi) ist eine Pflanzenart aus der Gattung Bunge (Samolus) in der Unterfamilie Theophrastoideae innerhalb der Familie der Primelgewächse (Primulaceae). Diese in Deutschland seltene Art kommt auf feuchten, in der Regel etwas salzhaltigen Standorten vor und ist in Eurasien sowie Nordafrika häufig und sehr weit verbreitet.

## Beschreibung

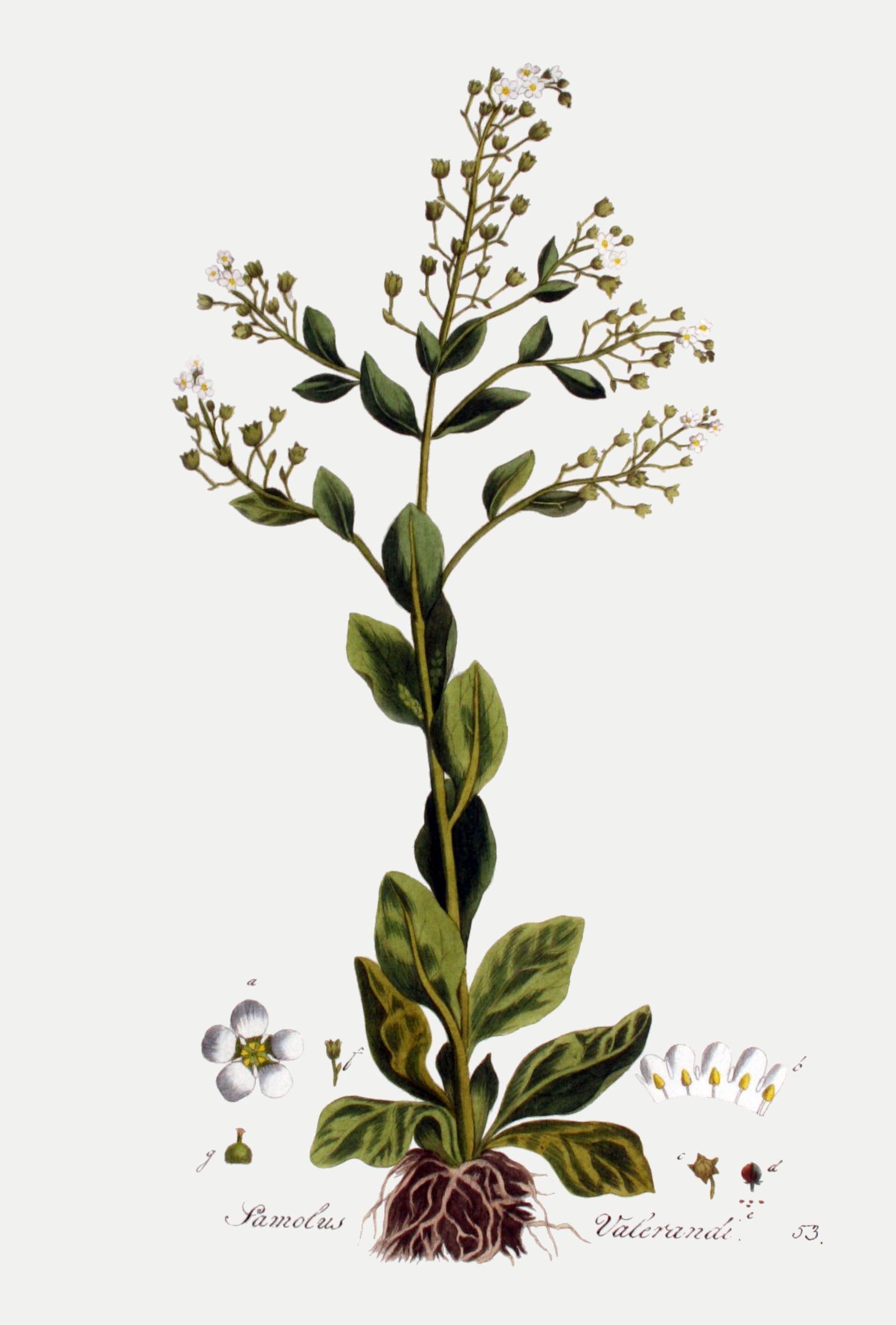
Illustration aus Flora Batava, Band 1

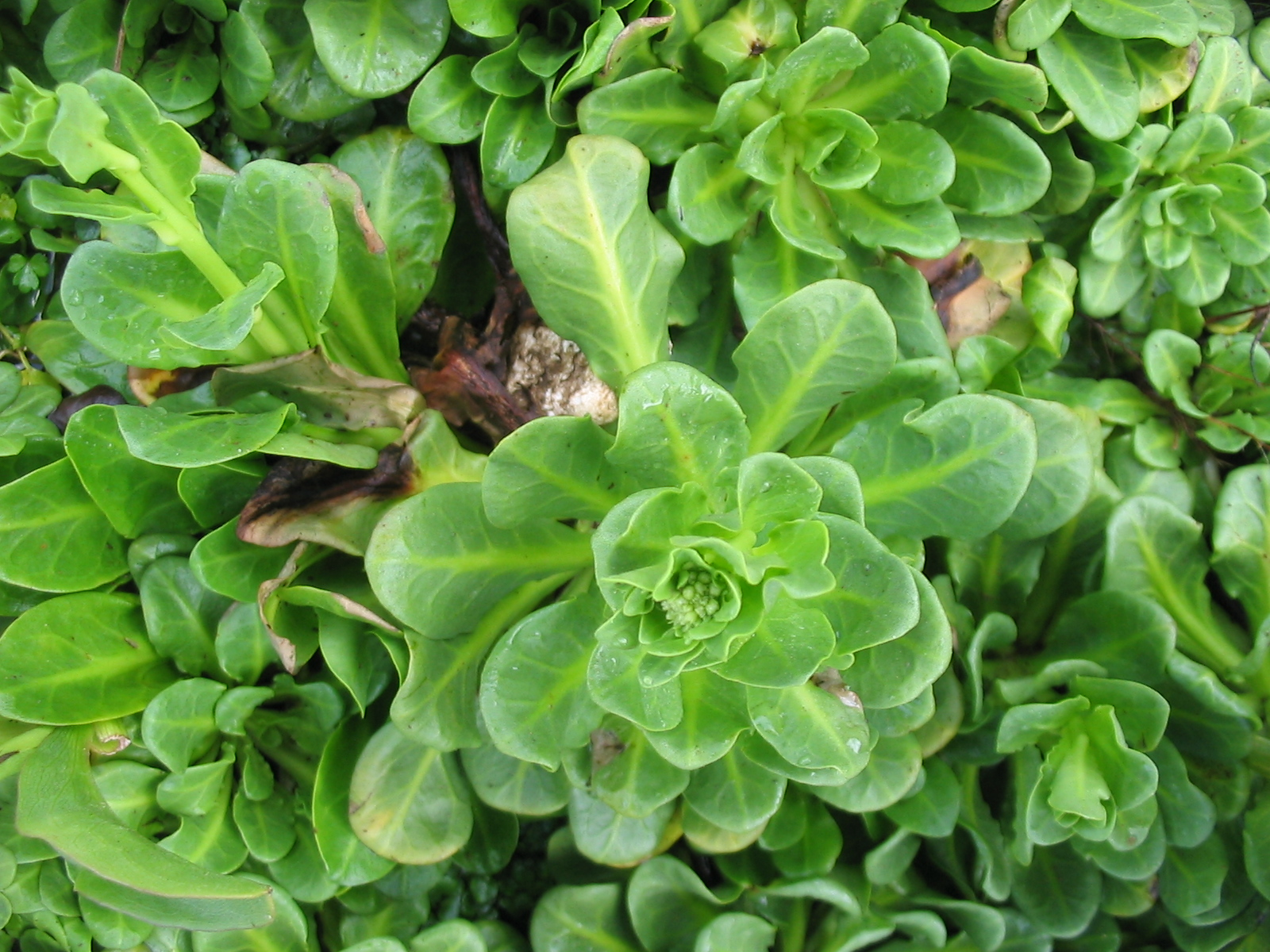
Habitus von oben im Frühjahr mit den Blattrosetten

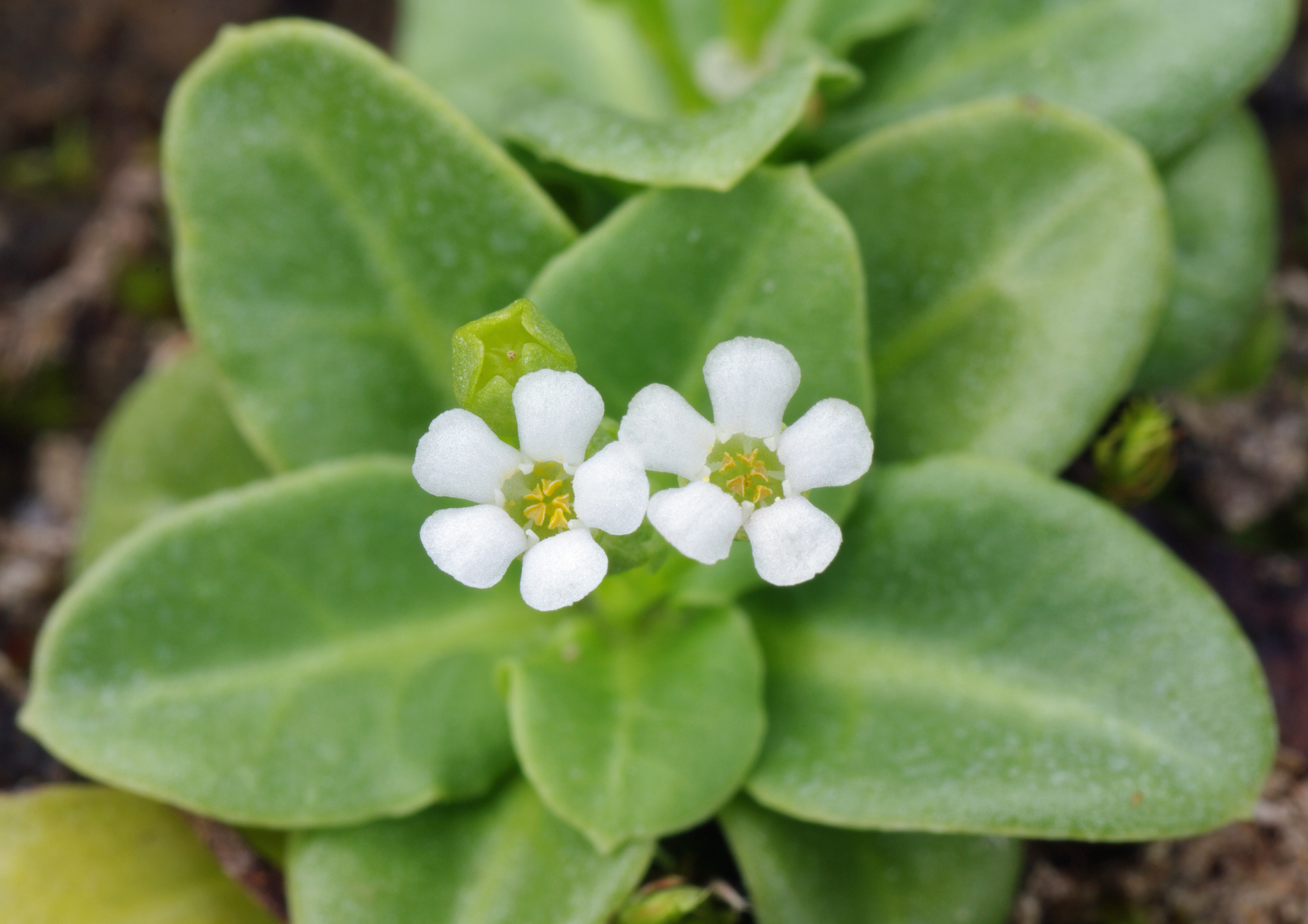
Nahaufnahme von fünfzähligen Blüten, die fünf gelben Staubbeutel und fünf weißen Staminodien zwischen den weißen Kronlappen sind erkennbar

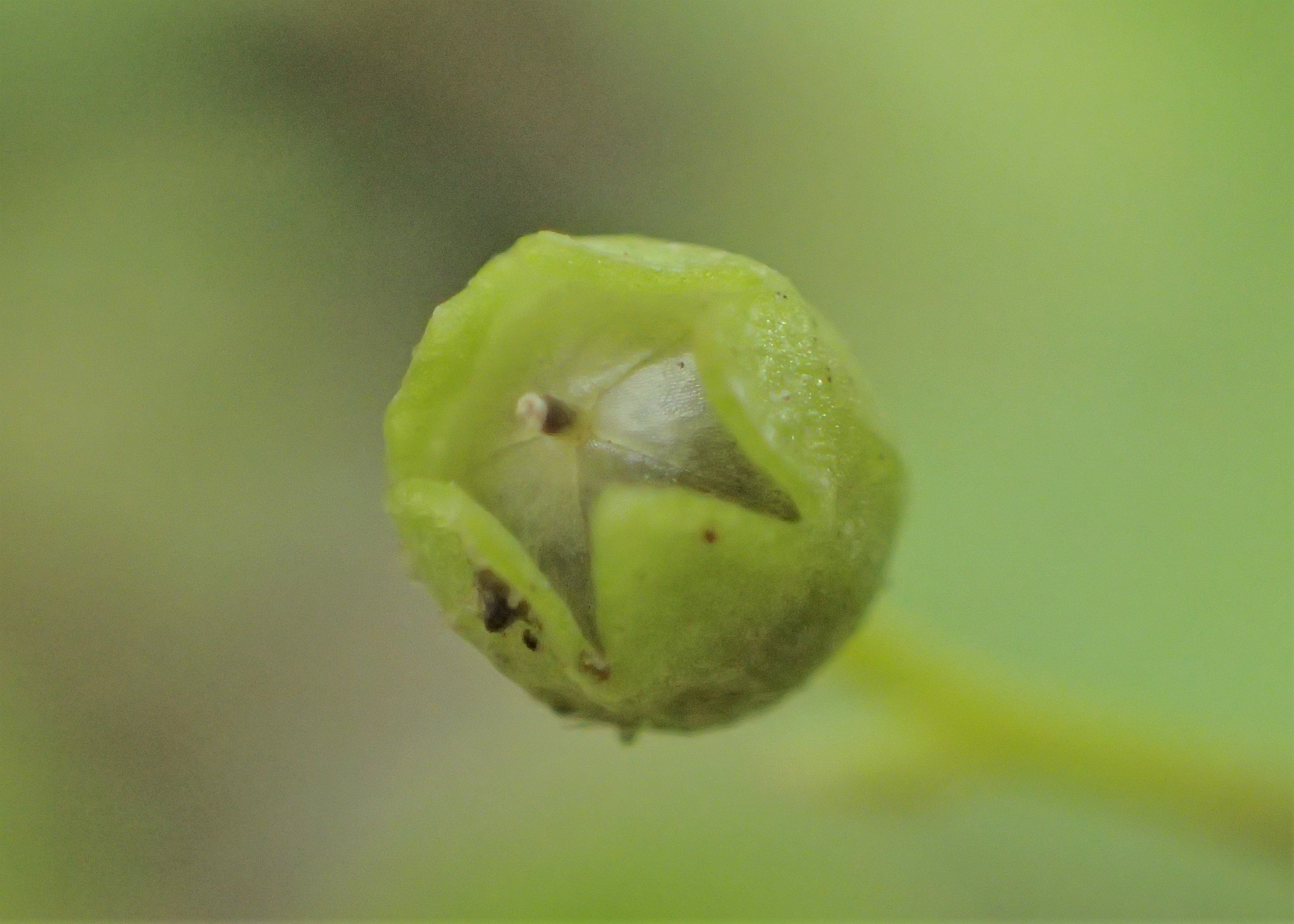
Kapselfrucht umhüllt vom haltbaren Kelch

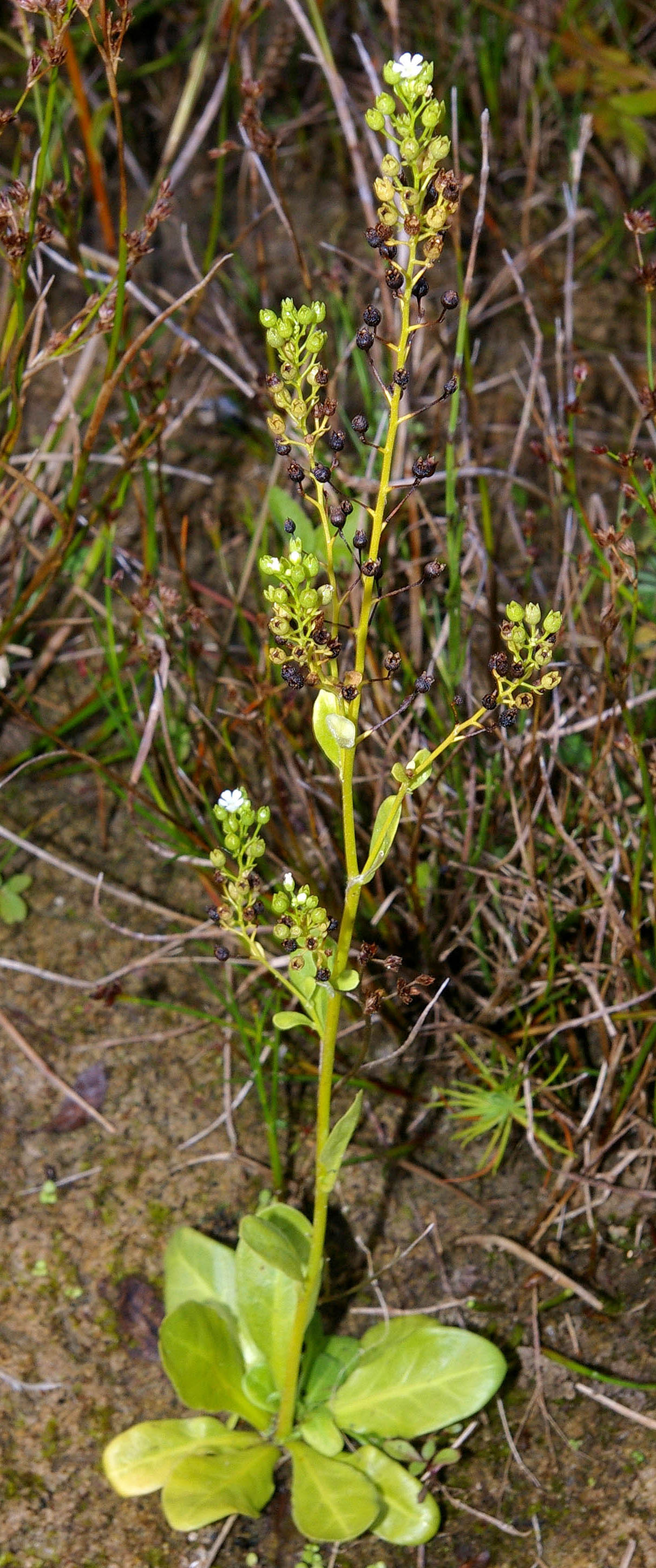
Habitus einer weitgehend verblühten Salz-Bunge im September im Habitat

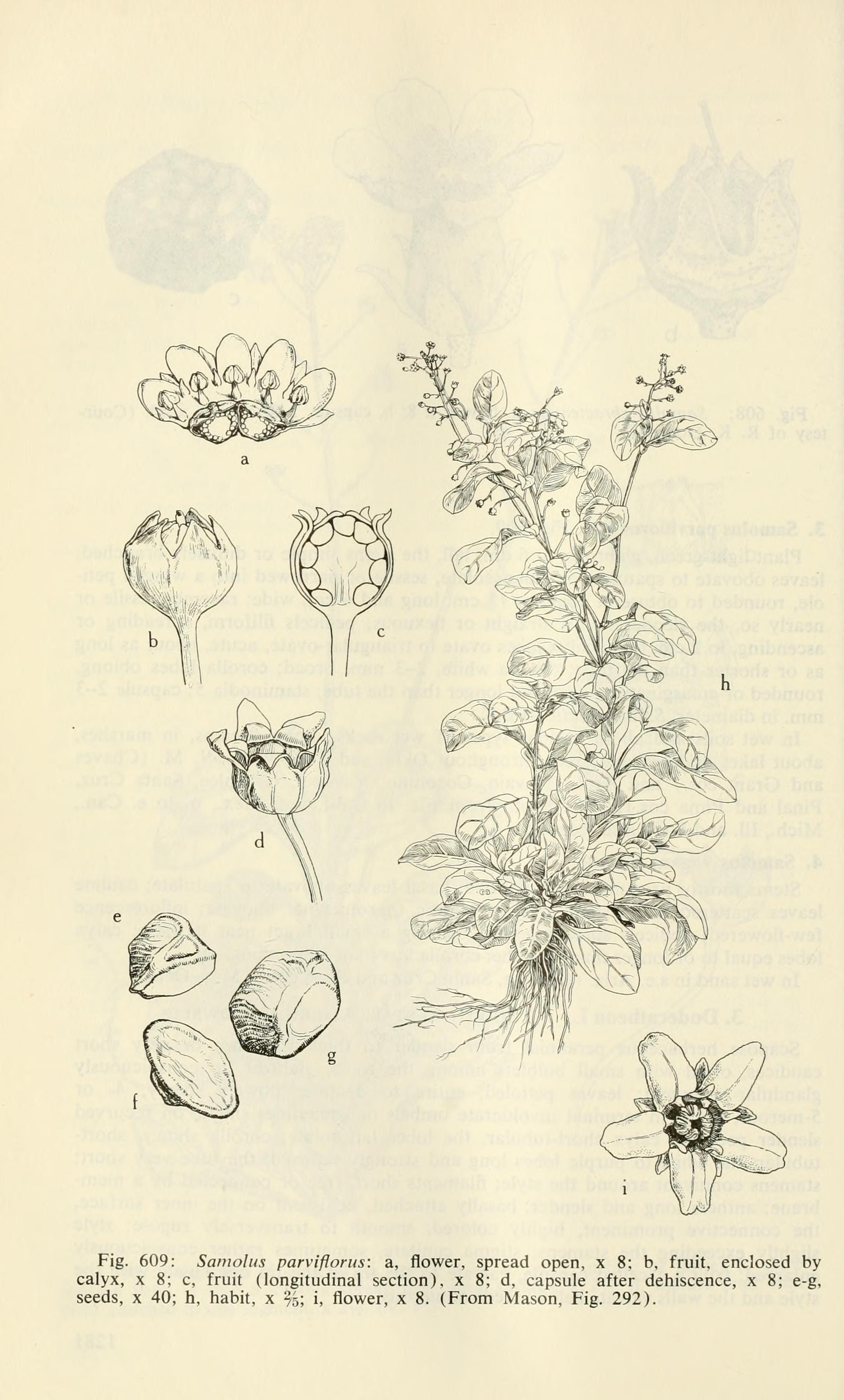
Illustration aus Aquatic and wetland plants of southwestern United States, S. 1282

### Vegetative Merkmale
Die Salz-Bunge wächst als wintergrüne, ein- bis mehrjährige krautige Pflanze und erreicht Wuchshöhen meist 15 bis 30 (5 bis 64) Zentimetern. Die oberirdischen Pflanzenteile sind fast kahl. Je Pflanzenexemplar können ein bis mehrere Stängel vorhanden sein. Der aufrechte, verzweigte Stängel ist stielrund oder undeutlich kantig und kahl. An den Knoten der Stängel können sich manchmal Wurzeln bilden.
Die Laubblätter stehen in einer grundständigen Rosette und wechselständig am Stängel verteilt angeordnet. Ihre dickfleischigen, dunkelgrünen, glänzenden, ganzrandigen Grundblätter sind bei einer Länge von 1,2 bis 6,5, selten bis zu 9 oder bis zu 20,5 Zentimetern sowie einer Breite von 0,7 bis 3 oder bis zu 4 Zentimetern verkehrt-eiförmig bis länglich-eiförmig, elliptisch-länglich oder spatelig mit gerundetem bis stumpfem oberen Ende. Bei den unteren Laubblättern sind die Blattspreiten in einen kurzen geflügelten Blattstiel verlängert. Die oberen Stängelblätter sind etwas kleiner und nur kurz gestielt oder sitzend mit stumpfem bis bespitzem oberen Ende und ihr Rand kann glatt bis mehr oder weniger wellig sein.

### Generative Merkmale
Die Blütezeit reicht von Juni bis September oder Oktober. In end- oder seitenständigen, meist 8 bis 20 (3,5 bis 25,5) Zentimeter langen, einfache oder verzweigte traubigen Blütenstand sind die 10 bis 20 Blüten locker angeordnet. Der relativ dünne und meist 7 bis 12 (6 bis 21) Millimeter lange Blütenstiel ist in der Mitte häufig geknickt und kann zur Fruchtreife etwas gebogen sein. Über der Mitte des Blütenstiel ist ein mit einer Länge von 1,4 bis 3 Millimeter kleines lanzettliches, schmal-eiförmiges oder verkehrt-eiförmiges Deckblatt vorhanden.
Die zwittrige Blüte ist radiärsymmetrisch und fünfzählig mit doppelter Blütenhülle. Die fünf 1,5 bis 2 Millimeter langen Kelchblätter sind bis zu zwei Drittel glockenförmig-halbkugelig bis kurz becherförmig verwachsen. Die fünf Kelchzipfel sind bei einer Länge von etwa 1,5 Millimetern breit-eiförmig oder dreieckig mit mehr oder weniger spitzem oberen Ende. Die fünf weißen Kronblätter sind verwachsen. Die Kronröhre ist relativ breit und so lang wie der Kelch. Die fünf auf einen Durchmesser von 2 bis 3, selten bis 4 Millimetern ausgebreiteten Kronlappen sind bei einer Länge von etwa 1,5 Millimetern länglich, verkehrt-eiförmig oder eiförmig mit stumpfem oberen Ende und ihr Rand ist glatt oder gewellt. Es ist nur ein Kreis mit fertilen Staubblättern vorhanden. Die mit einer Länge von etwa 1,1 Millimetern sehr kurzen, kahlen Staubfäden sind im Inneren der Kronröhre inseriert. Die Staubbeutel sind fast kreisförmig mit herzförmiger Basis. Die fünf linealischen Staminodien befinden sich zwischen den Kronzipfeln. Der halbunterständige, abgeflacht kugelige Fruchtknoten enthält viele semi-anatrope Samenanlagen und ist mit der Kelchröhre verwachsen. Der mit einer Länge von weniger als 1 Millimeter relativ kurze Griffel endet in einer etwas kopfigen Narbe.
Die bei einem Durchmesser von 2 bis 3, selten bis zu 3,5 Millimetern kugelige Kapselfrucht ist kürzer als der Kelch, der sich bis zur Fruchtreife bis zu einer Länge von 2 bis 2,5 Millimetern vergrößert. Bei Reife öffnet sich die Kapselfrucht mit fünf Fruchtklappen und entlassen die Samen. Die braunen bis rötlich braunen Samen sind bei einer Länge von 0,3 bis 0,4 Millimetern drei- bis mehrkantig mit warziger Samenschale.

### Chromosomenzahl
Die Chromosomengrundzahl beträgt x = 12 oder 13; es liegt Diploidie mit einer Chromosomenzahl von 2n = 24 oder 26 vor.

## Ökologie
Bei der Salz-Bunge handelt es sich um einen helomorphen Hemikryptophyten.
Die Salz-Bunge ist homogam, das bedeutet männliche und weibliche Blütenorgane sind gleichzeitig fertil. Blütenökologisch handelt es sich um Pollenblumen. Als Belohnung für Bestäuber ist kein Nektar, aber reichlich Pollen vorhanden. Bestäuber könnten kurzrüsselige Bienen, Syrphiden, Käfer, oder Fliegen sein, aber es erfolgt selten Pollenübertragung durch Insekten. Meist erfolgt spontane Selbstbestäubung innerhalb einer Blüte. Die Salz-Bunge ist fakultativ autogam, dabei erfolgt meist Selbstbefruchtung und Fremdbefruchtung ist eine Ausnahme. Es liegt Selbstkompatibilität vor, also führt Selbstbefruchtung erfolgreich zum Samenansatz.
Diasporen sind die Samen. Die Ausbreitung der Diasporen erfolgt durch den Wind (Anemochorie) oder Klett- und Klebausbreitung auf der Oberfläche von Tieren (Epichorie).
Die langlebigen Samen sind Lichtkeimer. Wegen seitlicher Verwachsung der Keimblätter erscheint der Keimling nur mit einem Blatt.
Die Pilze Entyloma henningsianum, Pleospora herbarum und Phyllosticta valerandi wurden als Schmarotzer an der Salz-Bunge beobachtet.

## Vorkommen

### Verbreitung
Samolus valerandi ist in Eurasien sowie Nordafrika, Makaronesien und vielleicht auch weitere Gebiete Afrikas sehr weit verbreitet. Es gibt Fundortangaben für die Azoren-Inseln Flores sowie São Jorge, die kanarischen Inseln Fuerteventura, La Gomera, Gran Canaria, La Palma, Lanzarote sowie Teneriffa, die Insel Madeira, Tunesien, Algerien, Marokko, die Balearen, Gibraltar, Spanien, Portugal, Andorra, Frankreich, Korsika, Monaco, die Kanalinseln, das Vereinigte Königreich, Irland, Dänemark, Schweden, das südliche Finnland, Litauen, Estland, Lettland, Kaliningrad, den europäischen Teil Russlands, Belgien, Luxemburg, die Niederlande, Deutschland, die Schweiz, Liechtenstein, Österreich, Tschechien, Polen, Ungarn, Italien, Sardinien, Sizilien, Malta, die Slowakei, Slowenien, Kroatien, Serbien, Kosovo, Bulgarien, Rumänien, Montenegro, Albanien, Nordmazedonien, Griechenland, Kreta, Karpathos, Zypern, Inseln der östlichen Ägäis, die Türkei, Syrien, Jordanien, Israel, Palästina, die Sinai-Halbinsel, Ägypten, Libyen, Armenien, Belarus, die Ukraine die Krim, Pakistan, Indien und in den chinesischen Provinzen Guangdong, Guangxi, Guizhou, Hunan sowie Yunnan. Bei der IUCN geht man davon aus, dass die afrikanischen Vorkommen Subsahara nicht ursprünglich sind. Die Salz-Bunge kommt in Deutschland zerstreut im disjunkten Areal in der mittleren bis nördlichen Oberrheinebene, im Münsterland, in der Altmark, im Fläming sowie an der Ostseeküste; ansonsten sehr selten beispielsweise am Niederrhein, auf den Friesischen Inseln und in Franken in der Schweinfurter Bucht vor.

### Standortbedingungen
Die Salz-Bunge wächst in Mitteleuropa an wechselfeuchten bis feuchten, zeitweise auch überfluteten, oft salzhaltigen Standorten. Dies sind häufig Ränder von Gewässern, lückige Brackwasser-Röhrichte oder feuchte Täler der Küstendünen. Abseits der Küste gedeiht sie nur auf feuchten Binnensalzstellen und gelegentlich auf wechselnassen, tonhaltigen Rohbodenstandorten. Ihren Lebensraum hat die Salz-Bunge in Mitteleuropa vor allem in Salzpflanzenfluren, salztoleranten Kriech- und Trittrasen und in kurzlebigen Rohboden-Pionierfluren. Sie gedeiht in Deutschland in wechselnassen, sandige Rohböden beispielsweise an Ufern, überstauten Röhrichten sowie Teichrändern, oft auf salzbeeinflussten Standorten, beispielsweise im Bereich vorn Brackwasser. Sie kommt vor in Pflanzengesellschaften der pflanzensoziologischen Verbände Armerion maritimae, Agropyro-Rumicion, Nanocyperion (Zwergbinsen-Gesellschaften) und Scirpion maritimi.
Samolus valerandi gedeiht in China entlang von Fließgewässern und Standorten in der Nähe von Gewässern in Höhenlagen von 100 bis 1300 Metern. In Pakistan gedeiht Samolus valerandi an feuchten Standorten entlang von Fließgewässern und an Quellen in Höhenlagen von 300 bis 2000 Metern.
Die ökologischen Zeigerwerte nach Ellenberg sind: Lichtzahl 8 = Halblicht- bis Volllichtpflanze, Temperaturzahl 6 = Mäßigwärme- bis Wärmezeiger, Kontinentalitätszahl 3 = See- bis gemäßigtes Seeklima zeigend, Feuchtezahl 8 = Feuchte- bis Nässezeiger, Feuchtewechsel = Überschwemmung zeigend, Reaktionszahl 7 = Schwachbasenzeiger, Stickstoffzahl 5 = mäßigen Stickstoffreichtum anzeigend, Salzzahl 4 = geringen bis mäßigen Salzgehalt zeigend, Schwermetallresistenz = nicht schwermetallresistent.
Die ökologischen Zeigerwerte nach Landolt et al. 2010 sind in der Schweiz: Feuchtezahl F = 4w+ (sehr feucht, aber stark wechselnd), Lichtzahl L = 4 (hell), Reaktionszahl R = 4 (neutral bis basisch), Temperaturzahl T = 4+ (warm-kollin), Nährstoffzahl N = 3 (mäßig nährstoffarm bis mäßig nährstoffreich), Kontinentalitätszahl K = 2 (subozeanisch), Salztoleranz 1 (tolerant).
Die Salz-Bunge wächst häufig zusammen mit Strand-Grasnelken, Salzschwaden, Bodden-Binsen, Strand-Dreizack, Strand-Milchkraut und Salz-Teichbinsen in Schilf-Röhrichten.

### Gefährdung
In der Roten Liste der gefährdeten Arten der IUCN ist Samolus valerandi als LC = „Least Concern“ = „nicht gefährdet“ gelistet, bei so weit verbreiteten Arten erfolgt oft diese Einstufung.

In Deutschland wurde die Salz-Bunge 1996 auf der Roten Liste der Gefäßpflanzen als „stark gefährdet“ eingestuft und ist in Roten Liste nach Metzing et al. 2018 in der Kategorie 2 = „stark gefährdet“.
In Bayern und Sachsen ist sie sogar vom Aussterben bedroht, im Saarland gilt sie bereits als verschollen. Im Bereich der Küsten kommt sie vor allem an der Ostsee vor, weniger an der Nordsee. Doch sie ist nicht nur in Deutschland, sondern auch im übrigen Europa stark gefährdet. Grund für das Verschwinden ist unter anderem eine ausbleibende Standortdynamik (kleinflächige Bodenverwundungen durch mechanische Kräfte etc.). Die Zerstörung und Umnutzung von kleinräumigen Sonderstandorten ist eine weitere Ursache.
In der Schweiz kommt die Bachbunge nur an wenigen Fundorten vor und gilt dort als CR = „Critically Endangered“ = „vom Aussterben bedroht“. In Finnland kommt Samolus valerandi nur in den südlichen Teilen vor. Sie gilt dort als EN = „Endangered“ = „stark gefährdet“. In Tschechien sind nur einige Fundorte bekannt und gilt 2017 dort als CR = „Critically Endangered“ = „vom Aussterben bedroht“.

## Taxonomie
Die Erstveröffentlichung von Samolus valerandi erfolgte 1753 durch Carl von Linné in Species Plantarum, Tomus I, S. 171–172. Das Artepitheton valerandi ehrt Valerand Dourez, einen flämisch-französischen Apotheker des 16. Jahrhunderts. Den Namen Samolus valerandi hatte ursprünglich Jean Bauhin (1541–1613) vergeben und Linné hatte ihn von ihm übernommen. Bauhin und Dourez waren über ihre Frauen miteinander verwandt. Als Lectotypusmaterial wurde 1976 der Herbarbeleg Herb. Clifford (BM - (BC:BM-000557957)) durch S. I. Ali in Primulaceae. in der Fl. Libya, 1, S. 4 festgelegt.
Synonyme für Samolus valerandi L. sind (Stand 2021): Anagallis aquatica Erndl ex Ledeb., Samolus americanus Spreng., Samolus aquaticus St.-Lag., Samolus aquaticus Lam., Samolus beccabungae-facie Gilib., Samolus bracteatus Stokes, Samolus bracteolosus Phil., Samolus caulescens Willd. ex Roem. & Schult., Samolus geniculatus Dulac, Samolus littoralis Schrank, Samolus valerandi var. typicus R.Knuth.
Ob Samolus parviflorus Raf. eine von Samolus valerandi L. getrennte eigenständige Art darstellt, wird kontrovers diskutiert. Falls diese Art als Unterart Samolus valerandi subsp. parviflorus (Raf.) Hultén (oder Varietät) gewertet wird, oder diese Namen nur Synonyme für Samolus valerandi L. sind, erweitert sich das Verbreitungsgebiet von Samolus valerandi um die Neue Welt und Japan.

## Nutzung
Junge Laubblätter werden roh oder gegart gegessen und sollen sehr bitter schmecken.
Die Laubblätter wurden gegen Skorbut verwendet.